# You Only Love Me
You Only Love Me – piosenka angielskiej piosenkarki Rity Ora, która została wydana 27 stycznia 2023 roku jako główny singiel z jej nadchodzącego trzeciego albumu studyjnego You & I (2023).
Artystka po raz pierwszy piosenkę wykonała w 9 sezonie amerykańskiego talk show The Tonight Show z udziałem Jimmy’ego Fallona 1 lutego 2023 r., natomiast teledysk do „You Only Love Me” został udostępniony na oficjalnym kanale Rity Ory na YouTube 27 stycznia 2023 r.

## Notowania
| Notowania w 2023 roku                     | Najwyższa pozycja na liście |
| ----------------------------------------- | --------------------------- |
| Belgia (Ultratop 50 Singles (Flandria))   | 50                          |
| Chorwacja (HR Top 40)                     | 38                          |
| Niemcy (Airplay Chart)                    | 3                           |
| Wielka Brytania (Single) UK Singles (OCC) | 57                          |
| Wielka Brytania (Indie) UK Indie (OCC)    | 14                          |

## Historia wydania
| Region            | Data             | Formaty                 | Wydawca |
| ----------------- | ---------------- | ----------------------- | ------- |
| Pozostałe         | 27 stycznia 2023 | streaming, pobieranie   | BMG     |
| Wielka Brytania   | 27 stycznia 2023 | różne                   | BMG     |
| Stany Zjednoczone | 14 lutego 2023   | Współczesny hit radiowy | BMG     |